# Lisa Sheridan
Lisa Sheridan, född 5 december 1974 i Macon, Georgia, död 25 februari 2019 i New Orleans i Louisiana, var en amerikansk skådespelare som medverkat i TV-serierna Invasion, FreakyLinks, Legacy, Las Vegas, CSI: Crime Scene Investigation, Diagnosis Murder och The 4400.